# 岩田公雄 (法学者)
岩田 公雄（いわた きみお、1955年 - ）は、日本の法学者。日本福祉大学経済学部教授を務めていた。

## 学歴
- 1983年　愛知大学法経学部法学科卒業。
- 1987年　愛知大学大学院法学研究科私法学専攻博士課程修了。

## 職歴
- 1998年　日本福祉大学経済学部非常勤講師。
- 2008年　日本福祉大学経済学部客員教授。
- 2015年　日本福祉大学退職。中京法律専門学校客員講師

## 研究分野および担当科目
- 研究分野は民事法学（所有権法、契約法、法律行為論、意思表示論、消費者法、土地法、農業法、水利権）であり、主な研究課題は1.「所有権と契約に関する基礎的研究」2.「法律行為論」3.「農地と水利権の歴史的・実証的研究」である。
- 学部における担当科目は「家族と法」、「民法」、「法律学」である。

## 著書
- 「鬼頭影義－新田開発の功労者－」2005年　南陽町・名古屋市合併50周年記念誌
- 「私たちの郷土－新しい時代へ－」2005年　合併50周年記念事業実行委員会記念誌部会
- 「消費者法これだけは」（共著）　2007年　法律文化社
- 「新・消費者法これだけは」（共著）2010年初版/2015年第2版　法律文化社

## 所属学会
- 日本私法学会
- 日本法社会学会
- 民主主義科学者協会法律部会